# ألتمان (جبل)
ألتمان (بالإنجليزية: Altmann (mountain))‏ هو أحد جبال سلسلة جبال الألب أبينزيل وجزء من القمة الأم سانتيس يقع في كانتون أبينزيل إينرهودن وكانتون سانت غالن, سويسرا. يبلغ ارتفاع الجبل حوالي 2435 متر، بينما يبلغ ارتفاع نتوء الجبل 313 متر.